# Tren Loco
Tren Loco es una banda argentina de heavy metal formada en la localidad suburbana de Grand Bourg, Buenos Aires. Sus letras relatan temáticas sociales ("Clase trabajadora", "Lucila", "Fuera de la ley"), políticas ("Pampa del Infierno", "Nos vemos en Cutral-Có") y personales ("Endemoniado", "No me importa", "A ultranza"). El nombre del grupo está inspirado en la clásica canción «Crazy Train» de Ozzy Osbourne.

## Historia

### Comienzos yTempestades(1990-1992)
Tren Loco se formó en 1990, luego de la separación de la banda Apocalipsis (1984). De aquel grupo continuarían el cantante Carlos Cabral, Rubén "Turco" Atala en guitarra y Gustavo Zavala en bajo. Se suman al proyecto Roberto "Pollo" Fuentes en batería, el guitarrista Mauricio Pregler y el tecladista Sergio Rojas.
A comienzos de 1991 graban su primer demo titulado Tempestades, en los Estudios Sonovisión de Buenos Aires, con Álvaro Villagra como productor. Aquel año se presentarían por primera vez en vivo, un 23 de junio de 1991 en Halley Discotheque. En el transcurso del 91' ganarían una serie de concursos, y para el mes de octubre llegan a la final mundial del Certamen Yamaha Band Explosion, en Tokio (Japón), allí reciben el premio especial del jurado, compitiendo frente a bandas de Alemania, España, Estados Unidos, Francia y Reino Unido, entre otras. Realizan además un concierto en el estadio Nippon Budokan.
En 1992 firman contrato con la empresa multinacional Polygram y logran su primer disco, Tempestades, el cual fue grabado en formatos CD, casete y vinilo. En la misma época actúan como soportes de la banda inglesa Saxon(1976), en tres de sus shows.

### No Me Importa!(1994-1998)
La banda se aleja de Polygram en 1994, por incumplimiento de contrato de la empresa, y se alejan del grupo el "Turco" Atala y Rojas. Ahora como cuarteto, el sonido se vuelve más crudo y directo. Graban un EP con los nuevos temas: "Patrulla bonaerense", "Al acecho", "Paz de mentira", "Luca no murió", "Vengan juntos" y "O sole mío".

Ya sin ser parte de un Sello, graban de manera independiente su segundo disco, No Me Importa!, en Estudios Del Abasto, nuevamente con Álvaro Villagra como ingeniero de grabación. Lo editan en 1996 a través de su propio Sello, Yugular Records, tras telonear a la banda Skid Row(1986) en el Estadio Obras Sanitarias. En 1997 realizaron más de 50 recitales para presentar el nuevo disco, editan el CD y video home del compilado Biografía, con temas de ambos discos y del EP. En 1998 editan los videos junto a imágenes de su gira en Japón.

### Carne viva,Ruta 197yVivo... en la Gran Ciudad(2000-2004)
En el año 2000 editan el disco Carne Viva, con arreglos de violín y bandoneón, más un track interactivo. Por primera vez se presentan en Cemento como grupo principal. Cristian "Zombie" Gauna entra como guitarrista luego del alejamiento de Mauricio Pregler y de un par de guitarristas provisorios.

Participarían en festivales como Raza Metálica y La Cumbre Del Metal. Telonearon a Paul Di'Anno, y a Judas Priest(1969) en el Estadio Obras Sanitarias en su primera visita al país, aún con el cantante Tim "Ripper" Owens.

En enero del 2001 se presentan en el Primer Encuentro Nacional Heavy Metal, en La Falda (provincia de Córdoba). En el 2002 editan un nuevo disco, Ruta 197, grabado en los Estudios Del Abasto, también por Álvaro Villagra. En abril del 2002 se presentan por primera vez en las ciudades de Quito y Cuenca (Ecuador).

En noviembre del 2003 se presentaron en el Teatro Teresa Carreño de la ciudad de Caracas (Venezuela). Durante el año 2004 grabaron las dos partes de sus discos en vivo Vivo... En la gran ciudad en las Discotecas Hangar y República Cromañón. En esta última cerraron La Cumbre Del Metal.

### SangresuryVenas de Acero(2005-2008)
El 26 de marzo de 2005 realizaron un show en el CBGB(Buenos Aires). En el transcurso de aquel año, se presentarían en el Cosquín Rock ante 5000 personas, tendrían un set en vivo en la FM Rock & Pop en el programa radial ¿Cuál es?, y realizarían una gira por el NOA (Noroeste argentino).
En el año 2006 publican su quinto CD, Sangresur, y el "Pollo" Fuentes es reemplazado por Dany Wolter. Durante el año 2007 se presentan por tercera vez en el festival Cosquín Rock y en Ambato (Ecuador). Se añade otra guitarra a cargo de Facundo Coral, con lo cual la banda queda establecida como quinteto. Llegarían nuevas fechas en Montevideo (Uruguay), Río Gallegos, etc. En septiembre se presentan en el mega festival Pepsi Music 2007.
En el año 2008 realizan su cuarta presentación en Cosquín Rock ante 20.000 asistentes. El 25 de mayo se presentan en el megafestival Vive Latino de México DF. En junio inician la grabación de su nuevo CD, en los estudios La Nave de Oseberg. Este fue lanzado con el nombre de Venas de Acero, y cuenta con músicos invitados como Andre Matos(Angra, Shaaman) de Brasil y Oscar Sancho (Lujuria) de España. Este álbum fue editado bajo el Sello Icarus Music.

El 11 de octubre, Tren Loco se presenta en el megafestival Pepsi Music 2008, junto a Mötley Crüe(1981). En diciembre, la banda encabeza el festival Metal Para Todos, llevado a cabo en The Roxy(Teatro de Colegiales). El día 13 de diciembre lanzaron a la venta su disco Venas de Acero.

### 20 años, Pogo en el Andén(2009-2010)
Comenzaron el 2009 presentando el videoclip de su sencillo "Pueblo Motoquero", tocando en shows a lo largo de Argentina. Son convocados por quinta vez al festival Cosquín Rock, en su escenario Heavy. En mayo presentan en Venezuela su álbum Venas de Acero. Entre junio y diciembre continúan su gira Venas de acero Tour, realizando más de 50 conciertos, entre ellos el Motoencuentro Diamante.
En el año 2010 Tren Loco cumplió 20 años de vida. Se presentan nuevamente en Cosquín Rock, ante más de 7000 personas, generando un épico concierto bajo una lluvia torrencial, potenciado por su público. En marzo de aquel año anuncian el lanzamiento del libro biográfico de Tren Loco, como celebración por sus 20 años de trayectoria ininterrumpida. La edición del libro es acompañada de un CD, con versiones inéditas en acústico de sus conciertos, además de un track interactivo con imágenes, vídeos y archivos de audio inéditos.
El 18 de septiembre se presenta oficialmente el libro, titulado "Tren Loco. 20 Años, Pogo en el Andén". Esta edición contiene además el CD "20 Aniversario", con versiones acústicas interpretadas por Tren Loco, y un documental de 16 minutos en track interactivo, editado por Yugular Records. El sábado 6 de noviembre Tren Loco filma en el Teatro Colegiales de Buenos Aires un DVD con motivo de la celebración de los 20 años de la banda.

### Hoy es mejor que ayer(2011)
En enero del año 2011 inician su gira por la ciudad de Tinogasta, Catamarca, y se presentan nuevamente en el Cosquín Rock. Entre marzo y mayo se presentan en Córdoba, Paraná, Santa Fe, y Montevideo, Uruguay. El 16 y 17 de mayo realizan conciertos en las ciudades de Quito y Ambato, en Ecuador. Entre junio y julio tocan en las ciudades de Bariloche, Tandil, Rosario, Río Gallegos y Pico Truncado. En septiembre son convocados para actuar junto a Judas Priest(1969) y Whitesnake(1978) en el Estadio Presidente Perón de Racing Club. Se edita además el DVD en vivo Hoy es mejor que ayer- En vivo en Buenos Aires.

En el año 2012 se presentan por octava vez consecutiva en Cosquín Rock, junto a Anthrax(1981), y en marzo inician su gira Hoy es mejor que ayer, recorriendo las provincias de Chaco, Formosa y Buenos Aires, junto a Iced Earth(1985).

A fines de marzo la banda inicia una gira hispanoamericana, viajando a Caracas, Venezuela. Entre los meses de mayo, junio y julio se presentan en las provincias de Córdoba, Santa Fe, la ciudad de Bahía Blanca, Chubut, Río Negro, Mendoza y en Montevideo.

### Vieja Escuela(2012-2014)
El 6 de octubre de 2012 se presentan ante más de 8000 personas en el festival Metal Para Todos, realizado en el Estadio Malvinas Argentinas de Buenos Aires.
En enero del 2013 graban el nuevo CD de estudio, Vieja Escuela, editado por Icarus Music. El 10 de febrero del mismo año se presentan por octava vez consecutiva en el mega festival Cosquín Rock.

Durante el 2013 realizan 5 conciertos en Ecuador, se presentan en agosto en el mega festival Metal Para Todos 2013 y el 8 de diciembre se presentan en el Teatro Flores de Buenos Aires, en el lanzamiento de su nuevo disco Vieja Escuela.
En enero del año 2014 inician la gira Vieja escuela presentándose en Cochabamba, Bolivia; así mismo en el festival Ruca Hue de San Carlos de Bariloche, y en las provincias de Salta, Tucumán, Entre Ríos, Córdoba, Santa Fe y Buenos Aires. En abril de 2014 Facundo Coral deja de ser parte de Tren Loco por razones profesionales y en julio del 2014 se incorpora Pablo G. Soler como nuevo integrante de Tren Loco. Tiene una nueva gira, recorren Centroamérica a fines del año 2014, en el marco de la presentación de su último disco, Vieja Escuela y de su nuevo guitarrista, Pablo Soler.

### Nueva Formación (2022)
Gustavo venía librando una batalla de años contra el cáncer, siendo internado e intervenido quirúrgicamente en repetidas ocasiones, motivo que lo alejó en el último tiempo de los escenarios. Siempre desde el seno de la banda se respeto tanto su decisión de mantener discreción respecto a su padecimiento así también como su expreso mandato respecto a no cesar los shows de la banda por ningún motivo. «EL TREN NO PARA NUNCA», siguen siendo al día de hoy sus palabras. Fue entonces cuando comenzaron los shows con Isopo Wilson, ex guitarrista de la banda en su reemplazo.
En diciembre de 2021 hace su última presentación como cantante Carlos Cabral y emprende su proyecto solista llamado Cabral y a comienzos de enero de 2022 Gustavo Zavala presentó al nuevo vocalista de la banda Daniel Medina (ex malagata, ex Buenos Aires, Jeriko, Cuero, Arraigo,Mad) actual voz de la banda In-Dios. Gustavo Zavala fundador de Tren Loco falleció el 28 de marzo de 2022.

## Discografía

### Álbumes de estudio
- 1992 - Tempestades
- 1996 - No me importa!
- 2000 - Carne viva
- 2002 - Ruta 197
- 2006 - SangreSur
- 2008 - Venas de acero
- 2013 - Vieja escuela
- 2022 - Prisioneros de la Tierra

### Demos & sencillos
- 1991 - Tempestades (Demo)
- 1992 - Tempestades / Ella (Se mueve en silencio) (Sencillo)
- 1994 - Al acecho (Demo)
- 1994 - Paz de mentira (Demo)
- 1994 - Tren Loco (EP)

### Compilados y misceláneos
- 1998 - Biografía (incluye demos y temas en vivo)
- 2001 - Toda la historia
- 2004 - Pampa del Infierno
- 2010 - 20 años/ Pogo en el andén (CD con versiones acústicas, acompaña el libro Pogo en el andén)

### Álbumes en vivo
- 2004 - Vivo... En la gran ciudad
- 2005 - Vivo... En la gran ciudad - 2
- 2011 - Hoy es mejor que ayer: En vivo en Buenos Aires (DVD más CD en vivo)

### Otras participaciones discográficas
- Las mejores voces del Metal - 1997
- Nuevos Guerreros - 1998
- Nuevos Guerreros II - 1999
- Hermandad Metálica III - 2000
- Hermandad Metálica V - 2001
- Homenaje - 2002 (disco tributo a Hermética, con Gil Trabajador)
- Demolición de Bloke - 2002 (reedición incluyendo mini-tributo, con Identidad real)
- Tributo a los Reyes del Metal - 2002 (disco tributo a varios artistas de heavy metal, con Crazy Train de Ozzy Osbourne)
- Mátenlos a todos - 2003 (disco tributo a Metallica, con For Whom the Bell Tolls en castellano)
- Hangar de Almas - 2005 (disco tributo a Megadeth, con Train of Consequences en castellano)
- Acero argentino - 2006 (disco tributo a Judas Priest, con The Hellion/Electric Eye en castellano)
- Que sea Rocka! - 2006 (disco tributo a Riff-Pappo, con Días buenos y malos hay)
- Tributo internacional Kraken - 2007 (disco tributo a Kraken, con America)